# Fain-lès-Moutiers
Fain-lès-Moutiers là một xã ở tỉnh Côte-d’Or trong vùng Bourgogne-Franche-Comté, phía đông nước Pháp. Xã Fain-lès-Moutiers nằm ở khu vực có độ cao trung bình 342 mét trên mực nước biển.
Fain-lès-Moutiers có cự ly 80 km (50 mi) so với Dijon và 15 km (9,3 mi) so với Montbard.
Đây là nơi sinh của Catherine Labouré (1806-1876), vị thánh Công giáo.

## Liên kết ngoãi
- Monographie de Fain-lès-Moutiers (tiếng Pháp)